# Théophile Goujon
Pour les articles homonymes, voir Goujon.
Théophile-Jean-Éloi Goujon (1er décembre 1835, Gauriac - 2 avril 1902, Gauriac), est un homme politique français.

## Biographie
Vice-président du conseil de préfecture de la Gironde[Quand ?], conseiller général de la Gironde et maire de Gauriac, il fut député de la Gironde de 1893 à 1902.

### Sources
- « Théophile Goujon », dans le Dictionnaire des parlementaires français (1889-1940), sous la direction de Jean Jolly, PUF, 1960 [détail de l’édition]